# اومنی اوییشن
اومنی اوییشن (به انگلیسی: Omni Aviation) یک شرکت هواپیمایی با کد یاتا OC است که در سال ۱۹۸۸ میلادی تأسیس شده و دفتر مرکزی آن در کشور پرتغال واقع شده‌است.

## ناوگان هوایی
- خانواده ایرباس ای۳۲۰
- بل ۲۲۲
- بل ۲۰۶
- بل ۲۱۲
- سیکورسکی S76
- لیرجت ۳۱
- لیرجت ۴۰
- Learjet 45
- Beechcraft 1900
- Piper Seneca II
- سسنا ۱۷۲
- سسنا ۱۵۲
- Kappa 77 KP 2U-SOVA
- یوروکوپتر ای‌سی ۱۳۵